# Reserva (contabilidade)
Na contabilidade financeira, a reserva sempre tem um saldo credor e pode se referir a uma parte do patrimônio líquido, um passivo para sinistros estimados ou contra-ativo para contas incobráveis.
Uma reserva pode aparecer em qualquer parte do patrimônio líquido, exceto no capital social contribuído ou básico. Na contabilidade sem fins lucrativos, uma "reserva operacional" é o dinheiro disponível irrestrito disponível para sustentar uma organização, e os conselhos sem fins lucrativos geralmente especificam uma meta de manter vários meses de caixa operacional ou uma porcentagem de sua receita anual, chamada Índice de Reserva Operacional. 
Existem diferentes tipos de reservas usadas na contabilidade financeira, como reservas de capital, reservas de lucros, reservas estatutárias, reservas realizadas, reservas não realizadas.
As reservas de capital são criadas a partir de várias fontes possíveis:
- Reservas criadas a partir de contribuições dos acionistas, cujos exemplos mais comuns são:

- - fundo de reserva legal - é exigido em muitas legislações e deve ser pago como percentual do capital social

- - prêmio de emissão - valor pago pelos acionistas por ações que excedam seu valor nominal.

No âmbito do aumento de capital por prémio de emissão, uma proporção maior do aumento de capital é colocada em reserva de capital, enquanto o capital subscrito é aumentado por um montante mínimo. Isso porque os prejuízos iniciais são cobertos pela reserva de capital. Se o aumento de capital fosse integralmente ou de forma significativa através do aumento do capital subscrito, o patrimônio poderia facilmente cair abaixo do capital subscrito devido às perdas. [2]

- Reservas criadas a partir do lucro, especialmente lucros retidos, ou seja, lucros contábeis acumulados ou, no caso de entidades sem fins lucrativos, excedentes operacionais. No entanto, os lucros podem ser distribuídos também por outros tipos de reservas, por exemplo:

- - fundo de reserva legal do lucro - muitas legislações exigem a criação do fundo como uma porcentagem dos lucros

- - reserva de remuneração - será utilizada posteriormente para pagamento de gratificações a empregados ou administradores.

- - reserva de conversão - surge durante a consolidação de entidades com diferentes moedas de relatório

Reserva é o lucro obtido por uma empresa onde uma certa quantia é colocada de volta no negócio, o que pode ajudar o negócio em seus dias chuvosos. A frase anterior pode dar ao leitor desavisado a sensação de que esse item é um ativo, um saldo devedor. Isto é falso. Uma reserva é sempre um saldo credor. Lucros retidos normalmente têm um saldo credor. Se uma empresa deseja rotular parte dos Lucros Acumulados como Reserva para Reinvestimento, essa rotulagem não prejudica, mas também não faz nada para tornar os ativos, líquidos ou não, disponíveis para qualquer dia, chuvoso ou não.
Às vezes, a reserva é usada no sentido de provisão. Isso é inconsistente com a terminologia sugerida pelo International Accounting Standards Board. Para mais informações sobre provisões, veja provisão (contabilidade). O precedente é, de fato, o uso correto do IASB, mas nos EUA, de acordo com os Princípios Contábeis Geralmente Aceitos dos EUA, "provisão" refere-se a um saldo devedor, não a um saldo credor. "Provisão" é uma palavra perigosa para usar na tentativa de obter comunicações claras em conversas com os EUA e IASB. "Provisão para Imposto de Renda" significa despesa em U.S. GAAP e passivo em vernáculo IASB.